# Venera 14
Venera 14 (ryska: Венера-14) var en sovjetisk rymdsond i Veneraprogrammet. Rymdsonden sköts upp den 4 november 1981, med en Proton raket. Farkosten bestod av två delar, en satellit och en landare. I samband med att farkosten passerade Venus, separerade landaren från moderfarkosten. Landaren sände data från ytan i minst 57 minuter
Moderfarkosten fortsatte förbi Venus och gick in i en omloppsana runt solen. Farkosten bar flera instrument för att studera Solen.

### Fotnoter
1. ↑  ”NASA Space Science Data Coordinated Archive” (på engelska). NASA. https://nssdc.gsfc.nasa.gov/nmc/spacecraft/display.action?id=1981-110A. Läst 26 mars 2020.